# (34594) 2000 TP24
2000 TP24 (asteroide 34594) é um asteroide da cintura principal. Possui uma excentricidade de 0.07329990 e uma inclinação de 4.25092º.
Este asteroide foi descoberto no dia 2 de outubro de 2000 por LINEAR em Socorro.